# Baranówek (Sainte-Croix)
Pour les articles homonymes, voir Baranówek.
Baranówek est une localité polonaise de la gmina de Baćkowice, située dans le powiat d'Opatów en voïvodie de Sainte-Croix.